# 16th Street Baptist Church
Die 16th Street Baptist Church ist eine Kirche der Baptisten-Gemeinde in Birmingham in Alabama, die überwiegend von Afroamerikanern besucht wird. Sie geriet in die Schlagzeilen, als sie am 15. September 1963 das Ziel eines rassistisch motivierten Bombenanschlags wurde, bei dem vier Mädchen ums Leben kamen. Im Jahr 2006 wurde die Kirche zu einer National Historic Landmark erklärt.

## Frühe Geschichte
Nachdem sich in Birmingham 1871, also kurz nach dem Sezessionskrieg und der Aufhebung der Sklaverei, eine schwarze Baptistengemeinde organisierte, wurde 1873 die 16th Street Baptist Church gegründet, wobei sich die Gemeindemitglieder zunächst in einem Bau an der 12th Street und 4th Avenue North und dann in einem Kirchenraum an der 3rd Avenue North zwischen der 19th und 20th Street versammelten. 1880 erwarb die Baptistengemeinde schließlich ein Grundstück in der heutigen 16th Street, wo mit dem Bau eines repräsentativen Gotteshauses begonnen wurde. Dieser Ziegelsteinbau wurde 1884 vollendet, doch war die Stadtverwaltung gegen eine Kirche für Schwarze und ordnete 1908 den Abriss an. Der heutige Bau war dann ein Neubau, der 1911 von dem schwarzen Unternehmer T. C. Windham in Auftrag gegeben und vom ebenfalls schwarzen Architekten Wallace Rayfield in einer Mischung aus romanischen und byzantinischen Elementen errichtet wurde. In der Folge kam der Gemeinde eine Vorreiterrolle beim Kampf um die Bürgerrechte für die schwarze Bevölkerung zu, was insbesondere an den Kirchenbesuchen prominenter Persönlichkeiten wie W.E.B. Du Bois, Mary McLeod Bethune, Paul Robeson und Ralph Bunche deutlich wird.

## Das Attentat
Auch als die Bürgerrechtsbewegung in den 1960er Jahren an Bedeutung gewann, war die Kirche ein Zentrum dieser Aktionen. So sprachen auch Fred Shuttlesworth und Martin Luther King in der Kirche.
Am Sonntag, dem 15. September 1963, wurde ein Weißer gesehen, der aus einem Chevrolet stieg und eine Schachtel an der Treppe zur Kirche platzierte. Kurz darauf, um 10:22 Uhr, explodierte die Bombe und tötete Denise McNair (11), Addie Mae Collins (14), Carole Robertson (14) und Cynthia Wesley (14). Die vier Mädchen waren gerade in der Sonntagsschule gewesen. 23 Menschen wurden zum Teil schwer verletzt. Der Beerdigung der Mädchen wohnten 8000 Menschen bei, darunter keine Vertreter der Stadtverwaltung.
Bürgerrechtsaktivisten beschuldigten George Wallace, den Gouverneur von Alabama, für das Attentat mitverantwortlich zu sein. Gerade eine Woche vor dem Anschlag hatte er gegenüber der New York Times erklärt, dass man, um die Integration zu stoppen, ein paar „first-class funerals“ brauche – ein paar „erstklassige Beerdigungen“.
Eine Zeugin identifizierte Robert Chambliss, ein Mitglied des Ku-Klux-Klans, als den Mann, der die Bombe platziert hatte. Er wurde wegen Mordes sowie illegalen Besitzes von 122 Stangen Dynamit angeklagt. Am 8. Oktober 1963 wurde er von der Anklage wegen Mordes freigesprochen. Er musste lediglich wegen des Dynamits 100 Dollar Strafe zahlen.
Der Fall blieb ungelöst, bis Bill Baxley Generalstaatsanwalt von Alabama wurde. Er ließ sich die Unterlagen des FBI bringen und entdeckte, dass viel Beweismaterial gegen Chambliss geheim gehalten und nie im Prozess verwendet worden war. 1977, 15 Jahre nach dem Attentat, wurde Chambliss erneut angeklagt, den Mord begangen zu haben. Der inzwischen 73 Jahre alte Chambliss wurde verurteilt und bekam eine lebenslange Haftstrafe. Im Mai 2002 wurde dem 71-jährigen Bobby Cherry Mittäterschaft an dem Mord der Mädchen nachgewiesen und auch er wurde zu lebenslanger Haftstrafe verurteilt.

## Nachwirkungen des Attentats

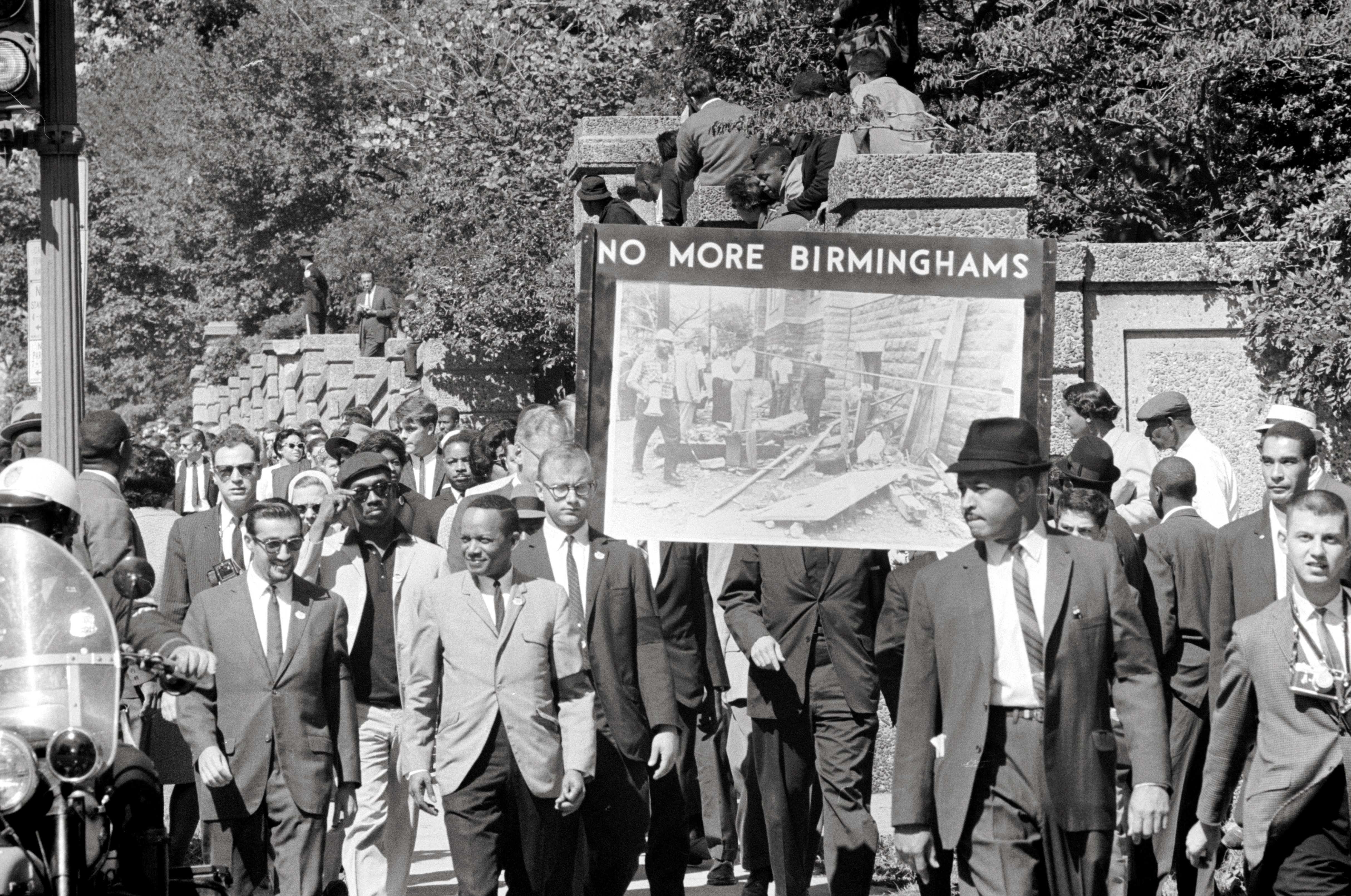
Vom Congress of Racial Equality organisierter Trauer- und Protestmarsch am 22. September 1963 in Washington, D.C.

Das Attentat trug mit dazu bei, dass 1964 der Civil Rights Act verabschiedet wurde, der der Rassentrennungspolitik einiger Südstaaten einen Riegel vorschob. Die Kirchengemeinde erhielt 30.000 Dollar an Spenden und machte sich an den Wiederaufbau der teilweise beschädigten Kirche, die am 7. Juni 1964 wiedereröffnet werden konnte.
Die Folk- und Protestsängerin Joan Baez singt im Song Birmingham Sunday (Richard Fariña) darüber.
Der Titel Alabama des Saxophonisten John Coltrane (Live at Birdland, 1964) ist diesem Attentat gewidmet.
In dem 1997 gedrehten Dokumentarfilm Vier kleine Mädchen beschäftigte sich Spike Lee mit dem Attentat auf die Kirche.
Der Film Selma von Ava DuVernay aus dem Jahr 2014 zeigt in der zweiten Szene das Attentat.

## Die Kirche heute
Am 17. September 1980 wurde die Kirche in die Liste der Historischen Orte der USA aufgenommen; am 20. Februar 2006 wurde sie vom US-Innenministerium zur National Historic Landmark erklärt. Die Kirche wird jährlich von über 200.000 Menschen besucht. Die Gemeinde, die derzeit von Pfarrer Arthur Price geleitet wird, unterhält auch ein Förderprogramm für Drogenabhängige. Da das Kirchengebäude erhebliche Wasserschäden aufweist, muss es gegenwärtig für 3 Mio. Dollar saniert werden.